# Le futur sera sauvage
 (novembre 2017).
Si vous disposez d'ouvrages ou d'articles de référence ou si vous connaissez des sites web de qualité traitant du thème abordé ici, merci de compléter l'article en donnant les références utiles à sa vérifiabilité et en les liant à la section « Notes et références ».
Pour les articles homonymes, voir FIW.
Le futur sera sauvage (titre original en anglais : The Future Is Wild ou FIW) est un docufiction animalier en treize épisodes produit par Discovery Channel.
Cette série, commentée par différents scientifiques, présente dans leur environnement différentes espèces animales et végétales fictives, dans cinq, cent et deux cents millions d'années, en supposant que l'espèce homo sapiens se soit éteinte. Il s'agit donc ici d'un essai de biologie spéculative, domaine de la futurobiologie. 
Le futur sera sauvage a été diffusé sur les chaines Planète et Arte.
Outre la sortie de nombreux livres à succès, le docufiction Le futur sera sauvage a été décliné pour le parc du Futuroscope en une nouvelle attraction intitulée Les Animaux du Futur, un parcours interactif de type parcours scénique basé sur la technologie de la réalité augmentée, qui permet une interaction virtuelle entre les visiteurs et les animaux virtuels, semblant s'incruster dans des décors réels. Cette attraction est ouverte depuis le mois d'avril 2008 et ferma ses portes le 30 septembre 2012 au profit d'une autre attraction basé sur le voyage dans le temps, La Machine à voyager dans le temps.
Une série animée à destination du jeune public, également nommée Le futur sera sauvage, fut diffusé sur Discovery Kids du 13 octobre 2007 au 5 juillet 2008.

## Écosystèmes
Douze écosystèmes ont été choisis à trois périodes : 

### Cinq millions d'années
Le monde est dans une période glaciaire, où vivent des oiseaux géants et des chauve-souris carnivores. Les banquises se sont étendues jusqu'au niveau de Paris dans l'hémisphère nord, et jusqu'à Buenos Aires dans l'hémisphère sud. La forêt amazonienne s'est asséchée et s'est transformée en plaines herbeuses. Les plaines d'Amérique du Nord sont devenues des déserts froids. L'Afrique a rejoint l'Europe et a refermé la mer Méditerranée, qui s'est asséchée pour devenir un désert salé géant, comme lors de la crise de salinité messinienne. La plus grande partie de l'Europe s'est transformée en toundra gelée. Le sous-continent indien est devenu un vaste marécage.

#### Europe
- Fou-baleine ou gannetwhale : immense oiseau-marin de plus de trois mètres ressemblant à un fou de Bassan obèse, passant l'essentiel de sa vie dans les eaux glacées de l'inlandsis nord-européen, chassant poissons et calamars.
- Sabre des neiges ou snowstalker  : mammifère carnivore vivant dans les terres enneigées de l'inlandsis nord-européen. Il possède un pelage blanc et de très longues canines, une sorte de version polaire de l'antique smilodon. Il est présenté comme descendant du glouton.
- Rat à toison ou shagrat : grand mammifère herbivore vivant dans l'inlandsis nord-européen, son épaisse fourrure l'isole du froid. Il ressemble à un petit bison, il est présenté comme descendant de la marmotte.

#### Méditerranée
- Dragon de salant ou cryptile : grand lézard vivant dans le bassin méditerranéen. Il se nourrit exclusivement d'insectes qui se collent sur sa grande collerette gluante lorsqu'il court sur les côtes des zones saumâtres, où les insectes se rassemblent.
- Goret à trompe ou scrofa : lointain descendant du sanglier. Il fouille en grands troupeaux dans les rocailles méditerranéennes grâce à son très long museau mobile, tel une trompe.
- Guetteur des failles, Latiaser ou gryken : Mammifère carnivore de taille moyenne, chasse de petites proies dans les rocailles du bassin méditerranéen. Descendrait des martres.

#### Amérique du Sud
- Baboukari ou babookari : singe très intelligent, omnivore, vivant dans les prairies de l'Amazonie. Il a une gueule pourpre et une longue queue dressée pour communiquer avec ses congénères au-dessus des hautes herbes.
- Cuirasson ou rattleback : rongeur des prairies d'Amazonie, descendant des pacas, pourvu d'une carapace d'écailles protégeant son corps lors de feux de brousse. On trouve un autre spécimen, le cuirasson du désert ou desert rattleback qui est plus grand que son cousin d'Amazonie (1,30 mètre de long) et a un museau plus carré. En plus de ça, il a des griffes plus longues que l'autre cuirasson pour creuser des terriers.
- Caracoureur ou carakiller : grand oiseau coureur carnivore, comparable aux autruches de l'époque humaine. Incapable de voler, il passe son temps à chasser d'autres animaux en groupe grâce à des griffes acérées et un long bec tranchant. Ressemble aux oiseaux carnassiers préhistoriques.

#### Amérique du Nord
- Ange de la mort ou Noctule géante : chauve-souris carnivore géante vivant dans le désert nord américain.
- Le spink : petit animal mesurant dix centimètres, lointain descendant des cailles avec des bras longs, parfaits pour creuser des galeries en kératine, des minuscules pattes plates, une fourrure duvevante et un petit bec dont il se sert pour se nourrir de tubercules, mais à terre il est une proie facile pour les anges de la mort.

### Cent millions d'années
Le monde s'est beaucoup réchauffé, les pieuvres ont émigré sur les côtes marécageuses, où viennent brouter aussi d'énormes tortues. La plupart de la terre a été recouverte par la mer. Beaucoup de marécages sont apparus. L'Antarctique s'est déplacé vers les Tropiques, et a été de nouveau recouvert d'arbres comme il y a trois cents millions d'années. L'Australie a rejoint l'Amérique du Nord et l'Asie, produisant un gigantesque plateau plus haut que l'Himalaya actuel. Les continents se sont rejoints, ou sont en train de le faire.

#### Forêt de l'Antarctique
- Oiseau crache-feu, Lorio cracheur ou spitfire bird : petit oiseau des sous-bois antarctiques, capable d'expulser de ses narines deux liquides dont le mélange devient brûlant à l'air libre. Il descend de l'albatros. Il existe un autre oiseau, le faux oiseau crache-feu, qui imite le vrai pour éloigner les prédateurs.
- Fauvette des bois : oiseau très rapide ayant le même ancêtre que l'oiseau crache-feu.
- Mouche-faucon : insecte géant de la famille des guêpes chassant les fauvettes des bois et les oiseaux crache-feu.
- Mouche trompeuse ou Scarabée crache-feu : Insecte chassant les oiseaux par groupe de quatre en se mettant sur les arbres et en dépliant leurs ailes les uns à côtés des autres pour imiter la fleur dont se nourrit l'oiseau crache-feu.

#### Haut Plateau
- Grand Alticelus Bleu ou great blue windrunner : lointain descendant de la grue du Canada, cet oiseau de trois mètres d'envergure vit sur les Grands plateaux durant les mois les plus chauds de l'année. Il a la particularité d'avoir quatre ailes, ses pattes arrière s'étant dotées de plumes et son bassin ayant évolué pour leur permettre d'adopter une position horizontale durant le vol. Le plateau résultant de la collision entre l'Australie, l'Asie et l'Amérique du Nord étant bien plus haut que ceux existant aujourd'hui, il a dû adapter son vol à l'air moins dense. Il a dû aussi, de même que les autres espèces de son écosystème, se protéger des rayons ultraviolets qui pénètrent plus facilement dans le peu d'atmosphère : son plumage bleu fluorescent renvoie les rayons ultraviolets. Qui plus est, chaque individu renvoie les rayons différemment, et comme leurs yeux perçoivent l'ultraviolet, ils se reconnaissent entre eux de cette façon.
- Araignée argentée : araignée reflétant les ultraviolets et tissant de gigantesques toiles pour prendre au piège les graines d'un type de graminée.
- Cochonnet des monts ou poggle : vivant dans les grottes des araignées argentées, il est le dernier mammifère encore en vie sur Terre. Il ne reflète pas les ultraviolets donc il s'en cache et mange les graines apportées par les araignées, mais il se fait manger par ces mêmes araignées. Ces dernières pratiquent ainsi une forme d'élevage de ces petits rongeurs.

#### Marais du Pakistan
- Tortunosaure ou toraton : gigantesque tortue haute de 7 m et pesant cent vingt tonnes (le poids de vingt quatre éléphants) et mangeant six cents kilos de plantes par jour. Les petits sont parfois les proies d'une pieuvre géante terrestre : le poulpe des Marais.
- Poulpe des Marais ou swampus : il peut se camoufler à la façon d'un caméléon : sa peau contient des centaines de pigments qui peuvent changer de couleurs. Il se nourrit de jeunes tortunosaures.
- Poisson guetteur ou lurkfish : cet énorme poisson électrique se nourrit de poulpes des marais. Il descend des poissons-chats.

#### Mer superficielle
- Flotteur des récifs : de la taille d'un phoque, ce descendant de la limace de mer se nourrit de fantômes des mers tandis que les jeunes se nourrissent d'algues. Il a des nageoires qui le font "flotter" dans l'eau d'où vient son nom. Ses yeux sur pédoncules flexibles, lui permettent de voir dans toutes les directions. Il est également doté d'un excellent odorat grâce aux capteurs olfactifs placés sur son front.
- Fantôme des mers : un descendant géant de la physalie, prédateur de jeunes flotteurs des récifs, mais proie des adultes. Des sortes de "voiles" sur son dos ressemblant aux plaques osseuses du stégosaure se remplissent d'eau et se redressent quand il a besoin d'avancer. C'est en fait un animal composé de différents siphonophores. Sur son dos poussent des algues rouges symbiotiques. Une autre voile située sur son ventre lui permet aussi d'avancer. Il avance également en expulsant de l'eau par des sortes de tubes à l'arrière de son corps. Il a trois sortes de tentacules : les bras sensibles qui effleurent le fond de l'eau à la recherche de nourriture, les cloches de chasse qui ressemblent à des soucoupes volantes et qui se terminent par une cloche-ventouse munie d'yeux et qui s'ouvre pour saisir ses proies, et les cloches de défense qui renferment une armée d'étranges créatures, les troupiers des mers qui servent de système de défense à l'animal. Pour flotter, il est muni d'un radeau composé de petits flotteurs remplis de monoxyde de carbone.
- Troupier des mers : descendant des araignées de mer, il vit dans les cloches de défense du fantôme des mers et qui le protègent des prédateurs. Si un fantôme des mers est attaqué par un flotteur des récifs, il secoue ses cloches de défense, ce qui fait sortir les troupiers des mers. Ceux-ci se posent sur les capteurs olfactifs du flotteur des récifs. Celui-ci, ne pouvant plus sentir, s'en va. Les troupiers des mers se nourrissent des algues-parasites du fantôme des mers.

### Deux cents millions d'années
Le monde de cette époque lointaine a réchappé d'une extinction de masse causée par une inondation de basalte en éruption, appelée « coulée basaltique massive », comme celles qui formèrent les trapps du Deccan ou de Sibérie ; ou bien d'un impact gigantesque avec un astéroïde de plus de dix kilomètres de diamètre. 

Tous les continents se sont rassemblés en un seul supercontinent et le plus grand désert jamais apparu est rempli d'étranges vers et insectes, mais la plupart des vertébrés, dont tous les tétrapodes, ayant été victimes de la précédente crise biologique, seules certaines lignées de poissons sont parvenues jusqu'à cette période.

#### Pangée ultime
- Térabite : insecte descendant des termites pouvant bâtir des termitières de deux mètres afin de se protéger de la chaleur accablante du désert. Il se nourrit des algues poussant sur les vers végétaux. La colonie comprend différentes castes, telles que les lanceurs, chargés de neutraliser les vers en les aspergeant d'un liquide collant. Il existe une autre espèce, vivant dans des galeries, et dont l'organisation sociale est aussi complexe que celle de leurs congénères de surface. Les porteurs d'eau gonflent leur corps en le remplissant d'eau, puis les transporteurs les amènent jusqu'au nid, où se situe un système d'irrigation qu'ils alimentent. Ce système comprend des plates-formes sur lesquelles les térabites cultivent les algues dérobées aux vers végétaux.
- Ver végétal : ver doté de lobes semblables à des fougères, situés de chaque côté du corps. Ces lobes contiennent des algues microscopiques dont les vers se nourrissent par symbiose, car ils n'ont pas de bouche. Ces algues étant leur seule source de nourriture, ils en prennent bien soin en les exposant au soleil. Chassés par les térabites pour leurs algues, les vers végétaux sont cependant dotés d'une défense chimique, pouvant dissoudre le liquide utilisé par leurs agresseurs. Quand ils ne prennent pas le soleil à la surface, ils s'abritent dans un réseau aquatique très complexe, situé à vingt mètres de profondeur.
- Ver des profondeurs : gros ver segmenté vivant au plus profond des nappes d'eau et se nourrissant de bactéries. C'est une proie facile pour les vers-rubans.
- Ver-ruban : invertébré aquatique ressemblant à l'Opabinia, un animal fossile du Cambrien. Comme ce dernier, il possède une longue trompe flexible dotée de dents préhensiles : un avantage certain lui permettant de chasser les vers obscurs et les vers végétaux.

#### Panthalassa
- Argentide : invertébré néotenique descendant du crabe, qui se déplace en bancs et se nourrit de plancton, mais qui est une proie de choix pour les poissons des mers.
- Oisson des mers : poisson volant appartenant à la classe des oissons, des poissons ayant développé une respiration pulmonaire et présentant une convergence évolutive avec les oiseaux d'autrefois. Ses puissantes nageoires se sont adaptées au vol plané, et son bec cache des mâchoires qu'il est capable de déployer sous forme d'un filet destiné à attraper les argentides.
- Calmar arc-en-ciel : céphalopode descendant des calmars géants. Ce monstre est capable de faire scintiller sa peau aux couleurs de l'arc-en-ciel pour attirer ses proies. Il se nourrit d'oissons des mers qu'il piège dans ses tentacules gigantesques.
- Requin-lumière : poisson carnivore très rapide. Il ressemble aux requins actuels, si ce n'est qu'il possède des signaux lumineux de chaque côté de son corps pour communiquer avec ses congénères. En chassant en bande, il est capable de tuer un calmar arc-en-ciel. C'est possiblement l'un des derniers poissons à rester totalement aquatique.

#### Désert d'Abri
- Suceur sauteur : descendant des escargots de la taille d'un lapin. L'eau est si rare dans le désert d'Abri que l'animal, dont la peau est devenue épaisse et écailleuse comme celle d'un reptile, ne sécrète plus de mucus. Il conserve ainsi toute son humidité corporelle. Par conséquent, il ne peut plus ramper pour se déplacer. De ce fait, comme certains escargots marins d'aujourd'hui, il se déplace en sautant sur un pied musclé, ce qui lui évite de se brûler au contact du sable chaud. Bondir lui permet aussi de parcourir de longues distances pour trouver sa nourriture, rare elle aussi. Il se nourrit des feuilles dures des plantes du désert qu'il mastique à l'aide de sa langue puissante, recouverte de dents pointues. Il n'a pas d'ennemis, à part des plantes carnivores géantes.
- Scarabée-bourdon : insecte coléoptère qui se protège de la chaleur étouffante du désert en s'abritant dans les carcasses d'oissons des mers.

#### Forêt du Nord
- Oisson des forêts : poisson volant se nourrissant d'insectes. Il est plus petit que son cousin des mers et, qui plus est, possède des nageoires dotées de plumes et des petites pattes pour s'accrocher la tête en bas aux branches des arbres-lichen. Son principal prédateur est la pieuvre-singe.
- Pieuvre-singe : céphalopode descendant du poulpe des marais. À la différence de son ancêtre de cent millions d'années auparavant, il a complètement quitté le milieu marin pour vivre sur la terre ferme. Il se déplace dans les arbres en se balançant de branche en branche, comme les singes actuels. Il se nourrit d'oissons des forêts.
- Calmar géant des forêts : pieuvre géante ayant le même ancêtre que la pieuvre-singe. Trop lourd pour se déplacer dans les arbres, il se déplace à terre grâce à ses huit pattes renforcées par du cartilage en forme de ressort. Sa chambre de résonance, située à même son front, vire au bleu quand il émet un son. En plus de ses huit pattes, il possède deux tentacules dont il se sert pour ramasser les fruits tombés au sol et s'en nourrir.

## La flore du futur
En plus des animaux, six plantes apparaissent dans la série :

### Cent millions d'années

#### Forêt de l'Antarctique
- Arbre crache-feu : arbre de la forêt antarctique. Ses fleurs sécrètent une substance chimique différente selon le sexe. Une fois mélangés, ces deux produits en deviennent un seul, brûlant à l'air libre. L'arbre crache-feu se sert de ce mélange pour éloigner ses agresseurs.

#### Haut Plateau
- Xanthorée : plante poussant sur les hauts sommets. C'est un descendant des bambous qui, contrairement à son ancêtre, ne pousse plus verticalement, mais selon une forme ramifiée. Il s'agit également d'une graminée dont les graines, au moyen d'un parachute sophistiqué, s'envolent au gré du vent, avant de se coller aux toiles des araignées argentées. Ces dernières s'en servent pour nourrir et élever les cochonnets des monts.

#### Marais du Pakistan
- Vase maternel : ce descendant des broméliacées peut stocker l'eau de pluie. Les poulpes des marais l'utilisent généralement comme garderie pour leurs petits. Les deux espèces entretiennent donc une relation basée symbiotique.

### Deux cents millions d'années

#### Désert d'Abri
- Bouteille de la mort : plante carnivore aux larges feuilles. Si elle parvient à subsister dans le désert, c'est grâce à ses longues racines qui puisent l'eau en profondeur, et ainsi lui permettent de tenir longtemps sans nourriture. Lorsqu'une proie passe juste au-dessus d'elle, elle déploie ses feuilles et l'emprisonne. Une fois l'animal pris au piège, elle l'achève avec ses épines empoisonnées et s'en nourrit. Ses proies habituelles sont les suceurs sauteurs.

#### Forêt du Nord
- Arbre-lichen : ce descendant géant des lichens est fréquent dans la forêt du Nord. Il sert notamment de perchoir aux pieuvres-singe.
- Suceur ondulant : un myxomycète qui a évolué pour devenir un super-prédateur, chasseur d'oissons des forêts. Il descend du blob.

## Liste des épisodes
Bien qu'il y ait sans doute des milliers d'espèces différentes à appréhender dans le futur, chaque épisode présente généralement une seule chaine alimentaire.
1. Welcome to the Future (Bienvenue dans le futur) : une présentation générale des épisodes
2. Return of the Ice (Retour à l'ère glaciaire) : après cinq millions d'années, dans les contrées glacées de l'Europe
3. The Vanished Sea (La mer évaporée) : après cinq millions d'années, dans le désert salé de la Méditerranée
4. Prairies of Amazonia (Les prairies d'Amazonie) : après cinq millions d'années, dans les prairies vertes où l'Amazone coulait dans le passé
5. Cold Kansas Desert (Le désert glacé du Kansas) : après cinq millions d'années, en Amérique du Nord
6. Waterland : après cent millions d'années, dans les marais du Bengale
7. Flooded World (le monde inondé) : après cent millions d'années, dans la mer superficielle
8. Tropical Antarctica (L'Antarctique tropical) : après cent millions d'années, dans l'Antarctique qui se situe maintenant à l'équateur
9. The Great Plateau (Le grand plateau) : après cent millions d'années, là où était l'Alaska
10. The Endless Desert (Le désert sans fin) : après deux cents millions d'années, à l'intérieur de la seconde Pangée
11. The Global Ocean (Le vaste océan) : après deux cents millions d'années, dans l'océan unique qui constitue le monde
12. Graveyard Desert (Le règne des insectes) : après deux cents millions d'années, dans le plus grand désert de tous les temps
13. The Tentacled Forest (La forêt tentaculaire) : après deux cents millions d'années, dans la forêt côtière du nord-ouest

## Scientifiques
Les scientifiques qui ont contribué au projet :
- Leticia Aviles, biologiste de l'évolution
- Philip Currie, paléontologue et paléornithologiste
- Richard Fortey, paléontologue
- William Gilly, biologiste cellulaire et biologiste marin
- Stephen Harris, mammalogiste
- Kurt M. Kotrschal, zoologiste
- Roy Livermore, paléogéographe
- R. McNeill Alexander, spécialiste en biomécanique
- Karl J. Niklas, biologiste des plantes
- Stephen Palumbi, biologiste marin
- Jeremy Rayner, zoologiste
- Stephen Sparks, géologue
- Bruce H. Tiffney, paléobotaniste
- Paul Valdes, paléoclimatologue